# Горке траве
Горке траве је југословенски филм из 1966. године. Режирао га је Жика Митровић а сценарио је написала Фрида Филиповић.

## Радња
Две деценије после рата, бивша логорашица одбија да сведочи против ратног злочинца, њеног мучитеља из концентрационог логора. Не нашавши мир у послератном свету, притиснута анонимним претећим писмима неонациста, и упркос подршци коју јој пружа стари пријатељ, одлази у смрт.

## Улоге
| Глумац           | Улога       |
| ---------------- | ----------- |
| Ирена Папас      | Леа         |
| Радмила Гутеша   |             |
| Петар Банићевић  |             |
| Дарко Татић      | Рецепционер |
| Зорица Гајдаш    |             |
| Драган Лаковић   |             |
| Јанез Врховец    |             |
| Никола Јовановић |             |